# Terry Riley
Terry Riley, född 24 juni 1935 i Colfax, Kalifornien, USA, är en amerikansk tonsättare som förknippas med minimalismen.
Riley gjorde ett flertal resor till Indien och är influerad av den klassiska indiska musiktraditionen. Han influerades även av en resa i Europa där han under tiden försörjde sig som pianist.
Riley har genom ett långvarigt samarbete med Kronoskvartetten komponerat flera verk för dem, bland annat tretton stråkkvartetter. Improvisation har en central del i hans skapande och musicerande.
Hans förmodligen mest kända verk "in C" (1964) anses av många vara det första minimalistiska verket eller åtminstone det som på allvar ledde till ett genombrott för minimalismen. Verket i sig ställer inga större tekniska krav och det är inte specificerat vilka instrument som det skall framföras på eller hur många musiker som skall delta. Speltiden är inte heller specificerad även om Riley föreslår att det skall ta mellan 45 och 90 minuter att framföra verket. Minimalismen, med en samling av minimala, delvis improviserade/slumpartade, musikaliska element som tillsammans bildar en stor helhet, var en reaktion mot den ökande akademiseringen och elitismen inom västerländsk konstmusik.
Även hans komposition A Rainbow in Curved Air har varit mycket inflytelserik och var en inspirationskälla för The Who då de spelade in albumet Who's Next. Bland annat är låten "Baba O'Riley" döpt som en hyllning till honom.

## Diskografi, urval
- In C (1968)
- A Rainbow in Curved Air (1969)
- Church of Anthrax (1970, med John Cale)
- Happy Ending, filmmusik för Joël Santoni's film Les Yeux Fermés
- Persian Surgery Dervishes (1972)
- Atlantis Nath (2002)